# Malá Skála (nádraží)
Malá Skála je železniční stanice v jižní části stejnojmenné obce v okrese Jablonec nad Nisou v Libereckém kraji nedaleko řeky Jizery. Leží na neelektrizované trati Pardubice–Liberec.

## Historie
Stanice byla vybudována jakožto součást Jihoseveroněmecké spojovací dráhy (SNDVB), autorem univerzalizované podoby stanice je pravděpodobně architekt Franz Reisemann, který navrhoval většinu výpravních budov této dráhy. Práce zajišťovala brněnská stavební firmy bratří Kleinů a Vojtěcha Lanny. 1. prosince 1858 byl se semilským nádražím uveden do provozu celý nový úsek trasy z Pardubic do stanice Turnov, odkud byla trať následujícího roku prodloužena dále do Liberce.
Po zestátnění SNDVB v roce 1908 pak obsluhovala stanici jedna společnost, Císařsko-královské státní dráhy (kkStB), po roce 1918 pak správu přebraly Československé státní dráhy.

## Popis
Nachází se zde dvě nekrytá jednostranná úrovňová nástupiště, ke kterým se přichází přechody přes koleje (2020).